# イーナムクロー馬姦事件
イーナムクロー馬姦事件（英: Enumclaw horse sex case）は2005年に発生した、アメリカ合衆国ワシントン州キング郡、イーナムクロー近郊の非法人地域に位置する農場で、ボーイング社のエンジニアであった男（1960年6月22日 - 2005年7月2日）が牡馬との肛門性交中に事故死した事件である。男は"Mr.Hands"の名義で獣姦系のポルノを製造していた。
2005年の7月、友人にビデオ撮影をさせながら馬との性交に及んでいたMr.Handsは大腸穿孔を起こし、その後、その怪我が原因で死亡した。この事件はシアトル・タイムズによって報道されたが、この記事は2005年中に最も多く読まれたもののひとつとなった。後に、この事件は非公式に「イーナムクロー馬姦事件」と呼称されるようになった。彼の死後、彼が馬との性交に及ぶ動画がインターネット上で流通するようになった。
Mr.Handsの死によって、ワシントン州では動物との性交と、その撮影を禁じる法案が早急に通過することとなった。現在、同州では獣姦罪はクラスCの重罪として5年以下の懲役が科されている。

## 事故死
この事件はワシントン州キング郡の非法人地域にある広さ40-エーカー (16 ha)の農場で起こった（イーナムクローの北西にあたる）。Mr.Handsは隣のトレイラーハウスに住んでいたもう一人の男と、しばしばこの農場にやって来ては中で馬と性交にふけっていた。
2005年7月2日、ある男が治療を求めてイーナムクロー地域病院にMr.Handsの名を伏せたまま彼を車で連れてきている。医師がMr.Handsを診察室に運びこんだが、その後死亡が確認された。Mr.Handsを車で病院に連れてきた男は、職員が連絡をとるためやって来たときにはすでに姿を消していた。

## 捜査
Mr.Handsの死後、警察は運転免許証をもとに彼の知人や親戚にあたった。初期の報道によれば、警察はMr.Handsの仲間を追うために監視カメラの記録も利用している。各方面と連絡を取った上で、当局は事件の起こった農場をつきとめた。
検視局は「大腸穿孔による急性の腹膜炎で亡くなった」と判断し、その死についても事故のようなものと結論を下した。また後に検察が、この種の性行為をさせられた「ビッグ・ディック」というあだ名のアラブ馬は怪我をしていないと判断している。裁判を伝えたマスコミの報道によれば、彼が所有していた獣姦趣味のビデオが大量に押収され注意深く検証されたにもかかわらず、そちらからも馬に怪我を負わせた証拠は見つかっていなかった。つまり動物虐待で起訴することは不可能であり、他に有罪とする根拠がないため、Mr.Handsと一緒にいた男も不法侵入の罪に問うぐらいしかできないということだった。

## 報道
シアトル・タイムズのジェニファー・サリヴァン記者によれば、キング郡の保安官事務所はもともと新聞がこの事件について報道するとは考えていなかった。「あまりに陰惨である」ためである。しかし事件の起こった農場は獣姦に参加したい「大変な数の人間」を虜にしていた、とAP通信が報じたことで、シアトル・タイムズも多くの人間が関わっているならばこの事件を記事にする必要があると考えた。
報道各社はMr.Handsの名を伏せて事件を報じたが、Mr.Handsの死後、彼が馬との性交に興じる動画がインターネットを通じて社会に出回るようになった。

## 判決まで
仲間であった54歳の写真家の男が最も重い不法侵入罪で起訴された。第三者である農場の所有者は自分の土地に獣姦を目的にやって来ている男たちに気づいていなかった。3人目の仲間は検察の押収したビデオにも姿が映っていないため罪に問われなかった。起訴された男は罪を認め、裁判官は1年の執行猶予と300ドルの罰金、一日の社会奉仕を科し、二度とこの農場には立ち入らないことを命じた。

## その後
Mr.Handsの死後、オーバーン出身の共和党員で州議会議員のパム・ローチはワシントン州で獣姦を禁止する法案を提出した。そして獣姦をクラスCの重罪とする上院法案6417条は2006年2月11日、36人の議員全員が賛成し、可決された（つまりこの条例が成立するまで117年間にわたってワシントン州では獣姦は合法だったということになる）。ストレンジャー紙のチャールズ・ムーダッドダイによればこの法律(RCW 16.52.205)を読むのは「ハードコアポルノを読むのと紙一重」であるが、同時に「ほとんど喜劇的なまでに易々と通った法律」でもあり、実際に獣姦は同州においてついに何の政治的支援も受けず、擁護する団体も現れなかった。さらにこの法律は「生死を問わず」「動物と性的な行為あるいは性的接触を行う人間を撮影」することも禁じている。この但し書きに触れてムーダッドダイは、起訴された男に「まっすぐ非難の指を向ける」法律だと述べている。
2009年、獣姦に加わった罪でこの事件の「犯人」を含む3人の男がテネシー州モーリー郡の刑務所に収監されている。2010年1月に彼は裁判所で動物と性行為に及んだことをみとめ、保護観察期間に置かれることになった。

### 映画
Mr.Handsの生涯とその死を追いかけ、イーナムクロー近郊の農場に集まった人々の生活を描いたドキュメンタリーは、2007年に「動物園」("ZOO"）というタイトルがついてサンダンス映画祭で発表された。この映画は同時に出品された856本の候補作から選抜された16本の作品の一つとなり、その後アメリカ各地のイベントで数え切れないほど上映された。サンダンスに続いて同年のカンヌ映画祭の監督週間で上映される5本のアメリカ映画の一つにも選ばれている。